# Северное кладбище (Пермь)
Се́верное кла́дбище — крупнейшее кладбище города Перми, расположенное в правобережной части Дзержинского района. Территория около 250 гектаров. На кладбище покоятся останки более двухсот (по некоторым данным — четырёхсот) тысяч усопших. С 2021 года закрыто для новых захоронений, открыто для подзахоронений, почетных захоронений, захоронений по мусульманскому обряду и детских захоронений.

## Расположение
Расположено недалеко от микрорайона Акуловский в Дзержинском районе города, в лесной зоне. Открытая для погребений территория состоит из двух примерно равных по размеру частей. Также под закрытое кладбище отведена лесопарковая зона вдоль дороги, ведущей на основную территорию. 

## История
Открыто в 1983 году, занимаемая площадь — 243 гектара; при входе на кладбище находится Храм Всех Святых (освящен в 2000 г.). За 26 лет на кладбище похоронено свыше 210 000 умерших, в том числе около 20 000 — за государственный счет (11 кварталов). В среднем в год прибавляется 10 000 могил.
В 2008 году проводилось расширение территории.
14 сентября 2009 года, в годовщину авиакатастрофы, произошедшей с рейсом Боинг-737, на кладбище открылся «Мемориал памяти» жертв катастрофы. 7 декабря 2009 года, в день всероссийского траура, на кладбище похоронены не менее 20 погибших во время пожара 5 декабря 2009 в пермском ночном клубе «Хромая лошадь».
10 июня 2015 года было объявлено о приостановлении новых захоронений в связи с нехваткой места для новых могил. Впоследствии было сообщено о планах расширения площади кладбища ещё на 30 га.

## Известные погребённые
См. также: Похороненные на Северном кладбище
Среди известных похороненных: первый советский чемпион мира по боксу пермяк Василий Соломин (1953—1997), первый глава администрации города Владимир Филь, хореограф Евгений Панфилов.